# Дон Сайм
Дон Сайм (на английски: Don Syme) е австралийски учен по информатика и изследовател в областта на езиците по програмиране.

## Биография
Израства в Австралия. От 1989 година е програмист в областта на функционалното програмиране. През 1999 година получава докторско звание от Кеймбриджкия университет. През 1998 година постъпва на работа в Microsoft, където работи до днес. Той участва в създаването на обобщеното програмиране в езика C# и в Common Language Runtime на платформата .NET. Най-големият му принос е създаването на функционалния език за програмиране F#, за чието проектиране и имплементация отговаря. Работи като главен изследовател в „Microsoft Research“ в Кеймбридж, подразделение на изследователския отдел на Microsoft. Съавтор е на книгата „Expert F#“.